# Jukka Vastaranta
Jukka Vastaranta, född 29 mars 1984 i Tammerfors, Finland, är en finländsk professionell tävlingscyklist.

## Karriär
Jukka Vastaranta har tidigare varit en skicklig längdskidåkare och 2001 blev han finländsk juniormästare i sporten. Samtidigt började han att tävlingscykla.
Jukka Vastarantas pappa Pauli Vastaranta var medlem av den lokala cykelklubben. Ungefär samtidigt som Vastaranta bestämde sig för att satsa seriöst på skidåkningen och cykelsporten blev hans pappa arbetslös. När Jukka och hans bror Mikko Vastaranta kom hem från skolan brukade Pauli ha gjort i ordning deras skidor eller cyklar under dagen.
Under året 1999 tog Vastaranta silvermedalj på European Youth Olympic Games bakom Sven Krauss. 
Under året 2001 vann den finländske cyklisten Cup of Grudziadz Town President och Rosendahl GP. Han vann etapp 1 och 3 av Heuvelland Tweedaagse innan han tog hem segern i tävlingen. Samma år träffade han den tidigare Amstel Gold Race-segraren Frans Maassen, som jobbade i Rabobank-stallet, vilket skulle leda till ett kontrakt med Rabobanks amatörstall ett år senare. Anledningen var att Vastaranta ännu var för ung för att kunna kliva upp från juniorklassen till att bli amatörcyklist.
Under säsongen 2002 vann Jukka Vastaranta juniortävlingen Trophée Centre Morbihan. Han slutade tvåa på etapp 2 och 3 av Heuvelland Tweedaagse; en placering han också tog i tävlingens slutställning. Han slutade på andra plats på etapp 2 av Keizer der Juniores Koksijde. Han slutade också tvåa i tävlingens slutställning. I slutet av säsongen 2002 tog Jukka Vastaranta silver i U23-världsmästerskapens linjelopp efter fransmannen Arnaud Gerard.

### 2003–2004
Mellan 2003 och 2004 cyklade Vastaranta för Rabobank TT3, ett amatörstall. 
Under säsongen 2003 vann finländaren Brussel-Opwijk. Han slutade trea på etapp 2 och 3 av Tweedaagse van de Gaverstreek. Vastaranta slutade på andra plats på etapp 5 av Ruban Granitiers Bretons bakom italienaren Emanuele Bindi. Jukka Vastaranta slutade tvåa på etapp 5 av Tour de la Manche. Vastaranta vann etapp 1 och 3 av Triptyque Ardennaise. På etapp 4 av tävlingen slutade han tvåa bakom Frederik Veuchelen. Vastaranta vann Triptyque Ardennaise framför Pieter Weening och Marc De Maar. Han vann etapp 1 av amatörtävlingen Ronde van Limburg. På etapp 4 av tävlingen slutade han på andra plats bakom Kenny Dehaes. På etapp 3 av tävlingen slutade han på tredje plats bakom Niels Scheuneman och Thomas Dekker. Vastaranta slutade på tredje plats på Ronde van Limburg bakom Pieter Weening och Frederik Veuchelen. Finländaren vann etapp 3 och 5a av Volta Ciclista Internacional a Lleida; en tävling som han slutade på andra plats bakom Xavier Reyes. Vastaranta vann Flèche Ardennaise 2003 framför Maksim Iglinskij. På etapp 1 av Tour des Pyrénées - Vuelta a los Pirineos slutade Vastaranta på andra plats bakom Jean-Luc Delpech. Han vann etapp 2 av samma tävling framför Michiel Elijzen och Thomas Dekker. Finländaren slutade på tredje plats på etapp 3 bakom Dmitrij Muravjev och Benoït Luminet. På etapp 2 av Le Transalsace International slutade han på andra plats bakom Anthony Ravard. Vastaranta slutade på tredje plats på etapp 4 av Tour de l'Avenir 2003 bakom Samuel Dumoulin och Thomas Lövkvist.
Jukka Vastaranta vann etapp 3 av Circuit de Lorraine 2004, och slutade på tredje plats på etapp 7. Hans resultat under tävlingen ledde till att han totalt slutade på andra plats bakom Joost Posthuma. Vastaranta vann etapp 3 av Circuit des Mines; en tävlingen där han slutade på andra plats. På etapp 7 och 8 av Circuit des Mines slutade finländaren på tredje plats. Vastaranta vann etapp 4 av Tour de la Manche. På den föregående etappen slutade finländaren på andra plats bakom Posthuma. Jukka Vastaranta slutade på tredje plats på prologen av Olympia's Tour 2004. Han vann tävlingens tredje plats innan han tog hem andra platsen på etapp 5, ett tempolopp, bakom Thomas Dekker. Vastaranta slutade på andra plats på etapp 7 av Olympia's Tour. I början av juli vann Jukka Vastaranta de finländska mästerskapens tempolopp. På etapp 2 och 3 av Ronde van Vlaams-Brabant. På etapp 2 av U23-tävlingen Triptyque des Barrages slutade han på tredje plats bakom Dominique Cornu och Francesco Rivera.

### Rabobank
Mellan 2005 och 2006 cyklade han för Rabobank. Under sitt första år med Rabobank slutade Vastaranta på andra plats på etapp 4 av Tour de Luxembourg 2005 bakom Bram Schmitz. Vastaranta slutade på tredje plats i Luxemburg runts slutställning bakom László Bodrogi och Fabian Cancellara. Vastaranta vann etapp 3 av Ster Elektrotoer framför Stefan Van Dijk och Stefan Schumacher. Under året cyklade finländaren Vuelta a España 2005 men lämnade tävlingen efter etapp 14.
Under 2006 lyste resultaten med sin frånvaro då han hade problem med ischiasnerven. Vid årets slut lämnade han Rabobank.

### Jartazi
Han cyklade för det belgiska Continental-stallet Jartazi-Promo Fashion under en del av 2007 efter uteblivna resultat i Rabobank-stallet. Med Jartazi slutade han bland de tio bästa vid flera tillfällen men när han fick ont igen reste han tillbaka till Finland.
Efter några månader med det belgiska stallet blev Vastaranta sparkad från stallet då stallet sade han att han hade slutat höra av sig och inte kom till de tävlingar som han skulle köra. Vastaranta sade att ingen från Jartazi berättade att han hade blivit sparkad, utan att han läste det på internet. Han gjorde sin värnplikt i tre månader och eftersom han fortfarande hade sitt kontrakt såg han utbildningen som bra träning. Men han fick inte fortsätta.

### Mountainbike
Under 2008 blev Jukka Vastaranta kontrakterad av det nederländska mountainbike-stallet Brink-Ten Tusscher. Han tävlade en del i början av säsongen, men sedan kom problemen med ischiasnerven tillbaka och han bestämde sig för att avsluta säsongen.

### 2009
Efter problemen under säsongen 2008 flyttade Vastaranta tillbaka till Finland. Han fick hjälp för sina hälsoproblem och inför säsongen 2009 mådde han bättre. Han vann alla de finländska mountainbiketävlingar som han deltog i. Under säsongen 2009 slutade han på fjärde plats i den finländska tävlingen Rosendahl GP. Han slutade också trea på Susiajot bakom sina landsmän Kimmo Kananen och Marko Leppämäki. Han deltog också i maraton-VM i mountainbike och slutade på 36:e plats.

### 2010–2012
Vastaranta blev kontrakterad av det grekiska kontinentallaget SP Tableware-Gatsoulis Bikes inför säsongen 2010, men kontraktet avslutades efter några månader. Han slutade precis utanför prispallen i maraton-EM i mountainbike och tog några segrar i Europa. I juli blev Vastaranta kontaktad av cyklisten Bart Brentjens, som vill att han skulle signera ett kontrakt med sitt Trek-Brentjens MTB Racing Team.
Under säsongen 2012 slutade Vastaranta på tredje plats i ett mountainbikelopp i Haiming, Österrike, bakom schweizaren Fabian Giger och svensken Emil Lindgren.

## Meriter
- 1:a, Ster Elektrotoer, 3:e etappen 2005
- 2:a, Tour de Luxembourg, 4:e etappen 2005
- 3:a, Tour de Luxembourg 2005
- Nationsmästerskapens tempolopp 2004

## Stall
- Rabobank TT3 (amatör) 2003–2004
- Rabobank 2005–2006
- Jartazi-Promo Fashion 2007
- De Brink-Ten Tusscher (mountainbike) 2008
- SP Tableware-Gatsoulis Bikes 2010
- Trek-Brentjens MTB Racing Team (mountainbike) 2010